# Errindlev
Errindlev er en lille landsby på det sydlige Lolland med 274 indbyggere  (2024). Landsbyen ligger i Lolland Kommune og tilhører Region Sjælland. Midt i landsbyen, på en bakke, findes landsbyens kirke. Kirken består af et romansk kor og et skib af kampe-, tegl- og kridtsten.
I landsbyen ligger også det fredede Errindlev Mejeri. Det er et gammelt andelsmejeri, som for nogle år siden blev købt af lokalbefolkningen, der ønskede at bruge det som ostebutik. Diskussionen om hvad det skulle bruges til gik fra café – over forsamlingshus – til kulturelt samlingssted for borgere i Errindlev.
Byen er en sogneby. Errindlev Sogn ligger historisk set i Fuglse Herred i Maribo Amt.